# Ahdut Ha'avoda - Poalei Zion

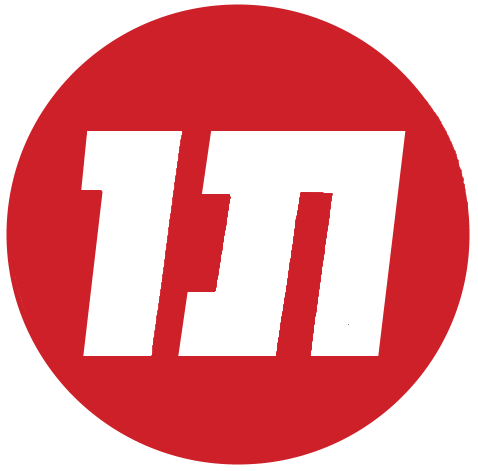

Arbetarenhet-Arbetare i Sion (Ahdut Ha'avoda - Poalei Zion) var ett socialistiskt parti i Israel, bildat 1954 av fyra avhoppare från Mapam, som bildade en egen parlamentarikergrupp.
Partiet valdes in i Knesset i parlamentsvalen 1955, 1959 och 1961 och tog plats i samtliga regeringar under dessa mandatperioder.
1965 hade man valsamarbete med Mapai under namnet Arbetaralliansen.
1968 gick man samman med vänsterpartierna Mapai och Rafi och bildade det Israeliska Arbetarpartiet.
En känd partimedlem var Yigal Allon, som senare tog fram den s.k. "Allon-planen".